# 8193 Ciaurro
8193 Ciaurro è un asteroide della fascia principale. Presenta un'orbita caratterizzata da un semiasse maggiore pari a 2,2609761 UA e da un'eccentricità di 0,1114581, inclinata di 4,48866° rispetto all'eclittica.
Fu scoperto il 17 settembre 1993 dal telescopio dell'osservatorio umbro di Stroncone, ed intitolato ad un famoso ceramista e pittore che, pur essendo di origine campana, dedicò buona parte della sua elaborazione artistica alla città di Terni: Ilario Ciaurro (1889-1992), che condivise un celebre cenacolo culturale ad Orvieto tra gli altri con il letterato e archeologo Pericle Perali; era zio di colui che sarebbe diventato sindaco della città, Gianfranco Ciaurro.